# Vicente Aparicio
Vicente Aparicio Vila (Pinedo, 14 settembre 1969) è un ex ciclista su strada spagnolo.
Professionista dal 1990 al 1998, si ritirò a soli 29 anni. Buon scalatore, in carriera non vinse alcuna corsa, ma ottenne un settimo posto alla Vuelta a España 1994 e un terzo posto al campionato nazionale su strada, nel 1995.

## Palmarès
- 1989 (dilettanti)

Classifica generale Volta Ciclista Internacional a Lleida

## Piazzamenti

### Grandi Giri
- Giro d'Italia

1998: 59º
- Tour de France

1994: 67º
1995: 21º
1996: ritirato (17ª tappa)
- Vuelta a España

1993: 34º
1994: 7º
1995: ritirato (8ª tappa)
1996: ritirato

### Classiche monumento
- Milano-Sanremo

1997: 102º